# Churchill (Oxfordshire)
Churchill – wieś w Anglii, w hrabstwie Oxfordshire, w dystrykcie West Oxfordshire. Leży 30 km na północny zachód od Oksfordu i 111 km na północny zachód od Londynu. W 2001 miejscowość liczyła 563 mieszkańców.